# Сума, Сейдуба
Сейдуба Гвинеен Сума (фр. Seydouba Guinéenne Soumah; 11 июня 1991, Конакри, Гвинея) — гвинейский футболист, полузащитник, выступает за сербский «Партизан». В настоящее время в аренде в «Маккаби» из Хайфы.

## Клубная карьера
Родился 11 июня 1991 года в городе Конакри. Воспитанник футбольной школы южноафриканского клуба «Аякс» (Кейптаун). Взрослую футбольную карьеру начал в 2008 году в основной команде того же клуба, однако стать основным игроком не сумел, за что сдавался в аренду в другие южноафриканские клубы «Икапа Спортинг», «Кейптаун» и «Юниверсити оф Претория».
В феврале 2012 года Сума перебрался в Европу в словацкую «Нитру», за которую выступал до декабря, после чего перешел в состав одного из ведущих футбольных клубов Словакии «Слован». С командой из Братиславы Сума по два раза выигрывал чемпионат и Кубок Словакии, а также однажды национальный суперкубок. Кроме этого в сезоне 2015/16 Сейдуба на правах аренды выступал за клуб «Аль-Кадисия», стал чемпионом Кувейта.
18 июля 2017 года Сума подписал контракт с сербским «Партизаном», который заплатил 1,65 млн евро. Гвинеец стал самым дорогим футболистом в истории клуба.

## Карьера в сборной
9 июня 2013 года Сума дебютировал за сборную Гвинеи против Мозамбика. Он сыграл 85 минут и был заменен на Альхассан Бангура. Свой первый гол за сборную страны Сейдуба Сума забил 10 сентября 2013 года, сравняв счёт в матче отборочного раунда чемпионата мира 2014 года против Египта; впрочем, это не спасло гвинейцев от итогового поражения. На мировое первенство сборная Гвинеи не попала. 15 ноября 2014 года Сума в матче отборочного турнира Кубка африканских наций 2015 года против Того оформил хет-трик. заняв второе место в отборочной группе, гвинейцы смогли пройти в финальную стадию турнира. В январе 2015 года была объявлена заявка сборной Гвинеи на финальный сборная Кубка африканских наций 2015 года и Сейдуба Сума попал в число футболистов, которым была доверена честь представлять страну на турнире. 24 января 2015 года Сума сыграл свой первый матч на финальном турнире Кубка африканских наций в Марокко. Это была игра против сборной Камеруна, Сума провёл 66 минут и уступил своё место Наби Кейта.

## Достижения
«Аль-Кадисия»
- Чемпион Кувейта: 2015/16

Индивидуальные
- Лучший бомбардир чемпионата Словакии: 2016/17 (20 голов)
- В символической сборной чемпионата Словакии: 2016/17[8]